# 乔·霍尔德曼
乔·霍尔德曼（英語：Joe Haldeman，1943年6月9日—）是一名美国科幻作家。

## 生平
喬·海德曼1934年出生於美國奧克拉荷馬市，並於馬里蘭州大學拿到物理和天文學學士，接著於1967至1969年被徵召到越南參與越戰，並擔任戰鬥工兵。他在戰爭中遭地雷炸傷，獲頒紫心勳章。這段經驗促使海德曼寫下了日後許多作品。
海德曼的第一篇科幻短篇小說〈Out of Phase〉於1969年出版；第一本科幻長篇《永世之戰》於1974年問世，並引起轟動，於1976年同時奪得星雲獎與雨果兩大科奇幻獎。這本書在1999年推出續集《永世自由》（Forever Free），以及2006年短篇〈不同的戰爭〉（A Separate War）。擁有類似主題的1997年科幻小說《永世和平》（Forever Peace）贏得星雲、雨果與約翰‧坎貝爾紀念獎。他的中篇小說〈海明威騙局〉（The Hemingway Hoax）於1991年贏得星雲與雨果獎。
他較近期的小說包括2004年的《偽裝》（Camouflage，星雲獎得主）與2007年的《意外的時間機器》（The Accidental Time Machine，海萊恩獎得主）。海德曼於2010年獲美國奇幻協會頒發終身大師獎，並於2012年被選入西雅圖EMP博物館科幻名人堂。

## 作品

### 无所属
- 《偽裝》（Camouflage，2004）
- 《意外的時間機器》（The Accidental Time Machine，2007）

### 永远的战争系列
- 《永远的战争》(Forever War,1975),1975年星云奖，1976年雨果奖
- 《永远的自由》（Forever Free,1999）

### 永远的和平系列
- 《永远的和平》(Forever Peace,1997),1997年雨果奖

### 火星三部曲
- 《飞向火星》（Marsbound,2008） 
  - 北京理工大学出版社 2022年 ISBN 978-7-5763-1661-2
- 《星际边境》（Starbound,2010年）
  - 北京理工大学出版社 2022年 ISBN 978-7-5763-1662-9
- 《飞向地球》（Earthbound,2011年）
  - 北京理工大学出版社 2022年 ISBN 978-7-5763-1663-6